# Gare de Buda
 (août 2025).
Pour les articles homonymes, voir Buda.
La gare de Buda est une halte ferroviaire belge de la ligne 25, allant de Bruxelles-Nord à Anvers-Luchtbal, située sur le territoire de la commune de Machelen en région flamande à la limite de celle de Vilvorde dans la province du Brabant flamand et de la Ville de Bruxelles en région bruxelloise. Elle dessert et porte son nom d'après le hameau de Buda en région bruxelloise.
Elle s'appelait anciennement Haren-Buda et remplaça la gare de Haren-Nord située un peu plus au sud sur le territoire de Haren (annexé à la Ville de Bruxelles en 1921 avec Neder-Over-Heembeek et Laeken). C'est une halte voyageurs de la Société nationale des chemins de fer belges (SNCB).

## Situation ferroviaire
La gare de Buda est située au point kilométrique (PK) 7,30 de la ligne 25, de Bruxelles-Nord à Anvers (Y Luchtbal), entre les gares de Schaerbeek et de Vilvorde.

## Histoire
En 1935, lors des travaux d’électrification de la ligne 25, la gare de Haren-Nord fut fermée au service des voyageurs et remplacée par la halte de Machelen, sur la ligne 27 (non électrifiée à l’époque). Seul subsistait le service des marchandises, notamment le transbordement avec le Chemin de fer industriel.
L’électrification de la ligne 25, uniquement parcourue par des trains électriques directs et semi-directs, rencontra immédiatement un succès certain et la SNCB commença des travaux pour électrifier la ligne 27 et créer une desserte omnibus en rames électriques.
L’électrification de la ligne 27 (ainsi que des lignes 26 et 124) fut retardée par la guerre. En revanche, les premières automotrices classiques ont été livrées en 1939. Le 8 août de la même année, la SNCB a créé une halte à Haren-Buda.
La gare, initialement baptisée « Haren-Buda », du nom de la commune qu'elle dessert, a été rebaptisée « Buda » en 1976.

## Service des voyageurs

### Accueil
C'est un point d'arrêt non géré (PANG), à accès libre.

### Desserte
Buda est desservie en semaine par des trains suburbains (S) de la ligne S1 Anvers-Central - Nivelles qui desservent Buda une fois par heure dans chaque sens,. 
Depuis 1994, la gare de Buda n'est pas desservie lors des week-ends et des jours fériés.  

### Intermodalité
Il n'y a pas de stationnement possible à proximité immédiate de la halte.
La gare est à 300m de l'arrêt diegemstraat desservie par la ligne 58 de la STIB.

## Comptage voyageurs
Le graphique et le tableau montrent le nombre de passagers qui en moyenne embarquent durant la semaine, le samedi et le dimanche.
| Nombre de voyageurs qui embarquent à la gare de Buda | Nombre de voyageurs qui embarquent à la gare de Buda | Nombre de voyageurs qui embarquent à la gare de Buda | Nombre de voyageurs qui embarquent à la gare de Buda |
|                                                      | Semaine                                              | Samedi                                               | Dimanche                                             |
| ---------------------------------------------------- | ---------------------------------------------------- | ---------------------------------------------------- | ---------------------------------------------------- |
| 1977                                                 | 1 156                                                | 73                                                   | 25                                                   |
| 1978                                                 | 1 091                                                | 98                                                   | 56                                                   |
| 1979                                                 | 924                                                  | 48                                                   | 22                                                   |
| 1980                                                 | 900                                                  | 33                                                   | 17                                                   |
| 1981                                                 | 875                                                  | 42                                                   | 19                                                   |
| 1982                                                 | 636                                                  | 36                                                   | 18                                                   |
| 1983                                                 | 543                                                  | 18                                                   | 8                                                    |
| 1984                                                 | 319                                                  | 12                                                   | 16                                                   |
| 1985                                                 | 361                                                  | 15                                                   | 15                                                   |
| 1986                                                 | 254                                                  | 25                                                   | 5                                                    |
| 1987                                                 | 244                                                  | 18                                                   | 10                                                   |
| 1988                                                 | 266                                                  | 18                                                   | 12                                                   |
| 1989                                                 | 224                                                  | 5                                                    | 12                                                   |
| 1990                                                 | 165                                                  | 6                                                    | 6                                                    |
| 1991                                                 | 156                                                  | 7                                                    | 7                                                    |
| 1992                                                 | 145                                                  | 4                                                    | 8                                                    |
| 1993                                                 | 176                                                  | 22                                                   | 10                                                   |
| 1994                                                 | 120                                                  | -                                                    | -                                                    |
| 1995                                                 | 111                                                  | -                                                    | -                                                    |
| 1996                                                 | 150                                                  | -                                                    | -                                                    |
| 1997                                                 | 153                                                  | -                                                    | -                                                    |
| 1998                                                 | 142                                                  | -                                                    | -                                                    |
| 1999                                                 | 134                                                  | -                                                    | -                                                    |
| 2000                                                 | 179                                                  | -                                                    | -                                                    |
| 2001                                                 | 123                                                  | -                                                    | -                                                    |
| 2002                                                 | 116                                                  | -                                                    | -                                                    |
| 2003                                                 | 88                                                   | -                                                    | -                                                    |
| 2004                                                 | 96                                                   | -                                                    | -                                                    |
| 2005                                                 | 101                                                  | -                                                    | -                                                    |
| 2006                                                 | 150                                                  | -                                                    | -                                                    |
| 2007                                                 | 107                                                  | -                                                    | -                                                    |
| 2008                                                 | -                                                    | -                                                    | -                                                    |
| 2009                                                 | 108                                                  | -                                                    | -                                                    |
| 2010                                                 | -                                                    | -                                                    | -                                                    |
| 2011                                                 | -                                                    | -                                                    | -                                                    |
| 2012                                                 | 75                                                   | -                                                    | -                                                    |
| 2013                                                 | 103                                                  | -                                                    | -                                                    |
| 2014                                                 | 77                                                   | -                                                    | -                                                    |
| 2015                                                 | 57                                                   | -                                                    | -                                                    |
| 2016                                                 | 59                                                   | -                                                    | -                                                    |
| 2017                                                 | 57                                                   | -                                                    | -                                                    |
| 2018                                                 | 101                                                  | -                                                    | -                                                    |
| 2019                                                 | 65                                                   | -                                                    | -                                                    |
| 2020                                                 | 57                                                   | -                                                    | -                                                    |
| 2021                                                 | -                                                    | -                                                    | -                                                    |
| 2022                                                 | 130                                                  | -                                                    | -                                                    |
| 2023                                                 | 158                                                  | -                                                    | -                                                    |
| 2024                                                 | 139                                                  | -                                                    | -                                                    |